# Првенство Србије у рагбију 2014/15.
Првенство Србије у рагбију 2014/15. је било 9. издање првенства Србије у рагбију 15. 
Титулу је освојила Црвена звезда.

## Учесници
|   | Тим                             | Тренер               | Капитен             |
| - | ------------------------------- | -------------------- | ------------------- |
| 1 | Звезда                          | Александар Попречица | Александар Ђорђевић |
| 2 | Партизан                        | Недељко Савић        | Александар Крстић   |
| 3 | Рад                             | Милан Орловић        | Владимир Ђукић      |
| 4 | Војводина                       |                      | Горан Поробић       |
| 5 | Крушевац                        |                      |                     |
| 6 | Краљевски београдски рагби клуб | Драган Павловић      | Ненад Ивановић      |
| 7 | Резервни тим Рада               |                      |                     |

## Резултати
Група А
Звезда - Рад 13-27
Рад - Партизан 33-16
Партизан - Звезда 8-41
Рад - Звезда 16-26
Рад - Партизан 19-5
Звезда - Партизан 54-3
Звезда - Рад 32-12
Партизан - Звезда 14-14
Партизан - Рад 10-24
Група Б
Крушевац - КБРК 31-27
Војводина - Крушевац 38-17
КБРК - Војводина 10-25
Крушевац - Рад резерве 22-75
Рад резерве - КБРК 39-19
Војводина - Рад резерве 38-10

## Табела
Група А
|   | Тим      | ИГ | Д | Н | И | ПД  | ПП  | ПР   | ББ | Б  |  |
| - | -------- | -- | - | - | - | --- | --- | ---- | -- | -- |  |
| 1 | Звезда   | 22 | 4 | 1 | 1 | 180 | 80  | +100 | 4  | 22 |  |
| 2 | Рад      | 22 | 4 | 0 | 2 | 131 | 102 | +29  | 3  | 19 |  |
| 3 | Партизан | 22 | 0 | 1 | 5 | 56  | 185 | -129 | 0  | 2  |  |

Група Б
|   | Тим                             | ИГ | Д | Н | И | ПД  | ПП  | ПР  | ББ | Б  |  |
| - | ------------------------------- | -- | - | - | - | --- | --- | --- | -- | -- |  |
| 1 | Војводина                       | 3  | 4 | 1 | 1 | 101 | 37  | +64 | 3  | 15 |  |
| 2 | Резерве Рада                    | 3  | 4 | 0 | 2 | 124 | 79  | +45 | 2  | 10 |  |
| 3 | Крушевац                        | 3  | 0 | 1 | 5 | 70  | 140 | -70 | 2  | 6  |  |
| 3 | Краљевски београдски рагби клуб | 3  | 0 | 1 | 5 | 56  | 95  | -39 | 2  | 2  |  |

Плеј аут
Војводина - Партизан 17-58
Плеј оф
Звезда - Рад 12-3
Рад - Звезда 13-42
| Шампион Србије у рагбију 2015.                |
| --------------------------------------------- |
| Београдски рагби клуб Црвена звезда 1. титула |